# Problem Child (canción)
«Problem Child» es una canción escrita por Terry Melcher para la banda de rock estadounidense The Beach Boys. Fue editado en sencillo de casete el 23 de julio de 1990 como parte de la banda sonora de la película del mismo nombre.

## Recepción
The AV Club escribió: "En 1990, The Beach Boys era más una marca que una banda, animados más por el impulso y el deseo de Mike Love de mantener alguna versión del grupo en marcha más que por cualquier ambición artística. Puedes encontrar conexiones entre 'Problem Child' y 'Wouldn't It Be Nice', pero podrías romper algo en el intento ".

## Créditos
The Beach Boys
- Mike Love – voz principal
- Carl Wilson – voz principal
- Al Jardine – coros
- Bruce Johnston – coros

Músicos adicionales y personal de producción
- John Stamos – batería[3]
- Keith Wechsler – ingeniero y mezcla[4]